# Luqman
 (mai 2020).
Pour l’article ayant un titre homophone, voir Luckmann.
Luqman (Locman ou Loqman ou Lokman) (en arabe : لقمان) est le nom d'un sage pré-islamique mentionné dans la trente et unième sourate du Coran. Selon la tradition islamique, Luqman est un sage qui aurait vécu au XIe siècle av. J.-C. et viendrait d'Abyssinie, d'Égypte ou de Palestine,. Il aurait vécu auprès d'un puissant roi qui le respectait beaucoup, dont certains pensent qu'il s'agissait du roi David. Plus tard, au Moyen Âge, on a fait de lui un auteur de fables.

## Sources
Dans la culture pré-islamique, qui le désigne du nom de Luqman ibn ʿAd, il est un personnage dont on retient deux traits : sa sagesse et sa longévité. Il est loué pour sa sagesse par le poète Imru al-Qays. Sa longévité sera interprétée, dans la tradition musulmane, comme une récompense divine pour sa piété.
Il existe de nombreuses histoires sur Luqman dans la littérature arabe et turque mais les principales sources proviennent d'Ibn Kathir dans le Coran (Tafsir). Le Coran ne parle pas de lui en tant que prophète mais se contente de décrire ses traits de caractère, faisant de lui un sage monothéiste. Beaucoup d'érudits musulmans pensent qu'il convient de prononcer l'eulogie « `alayhi salâm » (sur lui, la paix) lorsque l'on cite son nom. Selon Abdullah ibn Abbas, un des compagnons de Mahomet, Luqman aurait été menuisier. Il avait un fils qu'il ne cessa d'exhorter jusqu'à ce que celui-ci devienne musulman ; certaines ayas de la sourate Luqman reprennent cette anecdote mais on trouve d'autres récits disant qu'il fut bûcheron ou encore couturier. Il est souvent dit qu'il était nubien, noir de peau avec des lèvres charnues et des pieds plats, et d'autres fois un esclave abyssin.
Son origine remonterait à Ibrahim et il aurait pu être le neveu de Job. Il serait également descendant d'Azar, dont l'existence remonte à 1 000 ans avant l'époque de David. Lorsque ce dernier aurait pris ses fonctions, Luqman aurait été un juge des enfants d'Israël. Ibn Ishaq donne la généalogie suivante : Luqman ibn Ba’ura ibn Nahur ibn Tarikh (Terah), ce dernier étant en réalité Azar mais selon le tafsir d'Al-Qurtubi, il serait Luqman ibn Saroun, Nubien de la ville d'Eilat. Certains, comme Riad Aziz Kassis, voient tellement de points communs entre Salomon et Luqman qu'ils pensent qu'ils sont semblables.

## Récit traditionnel
Luqman est toujours décrit comme ayant de grandes qualités morales. Un jour, il s'endormit sous un arbre et eut la vision d'un ange venant jusqu'à lui, qui lui révéla qu'Allah voulait lui conférer un cadeau : soit le don de la sagesse, soit la prophétie. Luqman choisit la sagesse et lorsqu'il se réveilla, il remarqua que ses sens et sa compréhension avaient changé, il se sentait en complète harmonie avec la nature et pouvait comprendre le sens profond des choses, au-delà de leur réalité physique. Immédiatement, il se prosterna pour remercier Dieu et le louer pour ce merveilleux cadeau. Luqman fut ensuite capturé par des négriers et vendu comme esclave. Il patienta dans cette épreuve jusqu'à ce qu'un homme connu pour être juste l'achète. Il le traita avec gentillesse. Très vite, il se rendit compte que Luqman n'était pas un homme comme les autres, aussi mit-il sa sagesse à l'épreuve en lui ordonnant d'abattre un mouton et d'en ramener les deux meilleures parties. Luqman s'exécuta et rapporta le cœur ainsi que la langue du mouton. Le maître sourit et comprit qu'il y avait un sens à ce geste, mais il ne savait pas exactement lequel. Quelques jours plus tard, il lui imposa d'abattre un autre mouton, mais cette fois-ci pour en ramener les deux plus mauvaises parties. Luqman ramena les mêmes organes, à la grande stupéfaction de son maître, qui lui demanda comment ces deux organes pouvaient être à la fois les meilleurs et les pires. Luqman lui répondit que le cœur et la langue sont les meilleurs ou les pires organes selon que le propriétaire est pur ou impur. Quand ce sont les pires, ils mènent à l'Enfer.
Certains lui attribuent l'initiation d'Empédocle. Ainsi, selon al-ʿAmiri puis Abu Sulayman al-Sijistani, c'est lui qui aurait transmis sa sagesse au philosophe d'Agrigente,.
Dans la littérature persane, sous la plume de Rumi et Saadi, il apparaît comme un ascète.
La tombe de Luqman se trouverait dans le village de Sarafand au Liban ou les hauteurs de Ramallah en Palestine.

## Le fabuliste
Un recueil de fables attribuées à Luqman aurait circulé à partir du XIIIe siècle, mais n'est mentionné par aucun écrivain arabe. Selon M. Lassala, ce recueil serait daté de 1423 (an 801 de l'Hégire). En 1615, l'humaniste flamand Thomas van Erpe (aussi appelé Erpenius) publie à Leyde une traduction de ce recueil sous le titre Locmani sapientis fabulœ (Fables de Locman le sage), comportant texte arabe et traduction latine. Cet ouvrage, qui a connu plusieurs réimpressions, a fait connaître Luqman dans le monde occidental. Il contient 34 fables, dont la grande majorité appartiennent au corpus ésopique. La Fontaine mentionne Locman parmi les sources du genre dans le prologue du Livre VII de ses fables.
En raison des fortes ressemblances entre les fables attribuées à Locman et le corpus d'Ésope, ainsi qu'entre la légende d'Ésope et celle de Locman (notamment l'apologue des langues, « la meilleure et la pire des choses », qui fait partie de La vie d'Ésope le Phrygien, rédigée en grec aux alentours du Ier siècle, reprise par l'érudit byzantin Maxime Planude au XIIIe siècle et traduite par La Fontaine), tout porte à croire que la tradition orale a attribué à Locman des fables ésopiques colportées à la suite de la conquête d'Alexandre le Grand. On sait, en effet, par l'adaptation que Djalâl ad-Dîn Rûmî a faite des fables d'Ésope, que celles-ci étaient connues en Afghanistan au XIIIe siècle. De la même façon, dans le monde hellénistique, le nom d'Ésope a servi à regrouper toutes sortes de récits qui circulaient jusque-là de façon orale et présentaient des caractéristiques communes.

## Recherche moderne
Selon certains chercheurs, Luqman pourrait être le philosophe Alcméon de Crotone. Dans un fragment de son ouvrage Peri Physeôs conservé par Diogène Laërce, le philosophe s'adresse à son élève avec la formule « Ô mon fils », typique du discours de Luqman dans le texte coranique. De plus, le Coran présente Luqman comme un défenseur de l'Unicité de Dieu (v. 12-13) ; l'idée que les premiers philosophes grecs comme Alcméon aient soutenu la thèse d'un dieu unique est présente chez les Pères de l'Église,.